# Out of Exile
Out of Exile è il secondo album in studio del supergruppo statunitense Audioslave, pubblicato il 23 maggio 2005 dalla Interscope Records. È l'unico album della band a raggiungere la prima posizione nella classifica Billboard 200. L'album ha generato i singoli "Be Yourself", "Your Time Has Come", "Doesn’t Remind Me" e "Out of Exile"; "Doesn’t Remind Me" è stato nominato per la migliore performance hard rock ai Grammy Awards del 2006.

## Retroscena
In un'intervista, poco prima dell'uscita dell'album, il batterista Brad Wilk ha detto: "Il primo disco era di persone provenienti da altre due band con una storia legata: non mi sento così con questo disco". Chris Cornell ha detto di aver scritto le sue canzoni più personali per l'album, influenzate dai cambiamenti positivi nella sua vita dal 2002. Ha anche descritto l'album come più vario rispetto al debutto e meno basato su riff di chitarra pesanti.
Il 4 maggio 2005, la band si è recata a L'Avana, Cuba, per interagire con i musicisti cubani prima di suonare un concerto in città il 6 maggio. Un pubblico di 70.000 persone ha assistito allo spettacolo gratuito e gli Audioslave sono diventati il primo gruppo rock americano ad esibirsi a Cuba. All'epoca, Cornell ha detto che sperava che il concerto avrebbe "aiutato ad aprire i confini musicali tra i nostri due paesi". L'insieme di 26 canzoni ha reso il concerto il più lungo che la band abbia mai suonato. Molte canzoni di Out of Exile sono state eseguite dal vivo per la prima volta al concerto, che si è tenuto tre settimane prima dell'uscita dell'album. Live in Cuba, un documentario sui concerti della band a Cuba, è stato pubblicato su DVD nell'ottobre 2005.
I brani "Your Time Has Come" e "Man or Animal" sono stati presenti nel 2006 gioco di corse FlatOut 2.

## Accoglienza
La risposta critica all'album è stata per lo più calorosa, con molte recensioni che evidenziano il fatto che la band stava iniziando a stabilire la propria identità, al contrario di essere solo Rage Against the Machine con Cornell come frontman, che è come alcuni critici hanno descritto il suono del loro primo album. Il miglioramento è stato notato nella qualità della voce di Cornell, probabilmente il risultato di smettere di fumare e bere. Slant Magazine ha detto che Out of Exile aveva "il suono di una band che entra in proprio".
I testi, tuttavia, erano ancora una lamentela comune, con musicOMH.com che scrive che i testi di Cornell "continuano a confinare al ridicolo".
L'album è stato scelto come uno dei Top 100 Editor’s Picks di Amazon.com del 2005.

## Tracce
Testi di Chris Cornell, musiche degli Audioslave.
1. Your Time Has Come – 4:15
2. Out of Exile – 4:51
3. Be Yourself – 4:39
4. Doesn't Remind Me – 4:15
5. Drown Me Slowly – 3:53
6. Heaven's Dead – 4:36
7. The Worm – 3:57
8. Man or Animal – 3:53
9. Yesterday to Tomorrow – 4:33
10. Dandelion – 4:38
11. #1 Zero – 4:59
12. The Curse – 5:09

## Formazione
Gruppo
- Chris Cornell – voce
- Tom Morello – chitarra
- Tim Commerford – basso
- Brad Wilk – batteria

Produzione
- Rick Rubin – produzione
- Audioslave – produzione
- Brian Virtue – registrazione
- Thom Russo – registrazione
- Jim Scott – registrazione
- Johnny Polonski – assistenza alla registrazione
- Jason Gossman – assistenza alla registrazione
- Dan Leffler – assistenza alla registrazione
- Bill Mimes – assistenza alla registrazione
- Brendan O'Brien – missaggio
- Billy Bowers – ingegneria del suono aggiuntiva
- Stephen Marcussen – mastering
- Antony Nagelman – copertina
- Robert Fisher – direzione artistica
- Ethan Russell – fotografia